# Károly Dietz
Károly Dietz (Sopron, 21 luglio 1885 – Budapest, 9 luglio 1969) è stato un calciatore e allenatore di calcio ungherese.